# Le Dodo
Pour les articles homonymes, voir Dodo.
Le Dodo – ou Dodo d'Edwards – est un tableau attribué au peintre néerlandais Roelandt Savery, qui l'aurait réalisé vers 1626. Cette huile sur toile est une peinture animalière centrée sur un dodo, qui figure ici de profil, entouré de perroquets, de canards et de ce qui pourrait être une poule rouge. Il s'agit de la plus importante des représentations anciennes de l'oiseau symbole de l'île Maurice, qui a disparu par la suite.
Un temps la propriété d'Hans Sloane, l'œuvre est présentée au British Museum par George Edwards en 1759, ce qu'une inscription ajoutée en haut de la composition vient commémorer. La toile est plus tard utilisée pour la description scientifique de l'espèce par Richard Owen. Elle est à présent conservée au musée d'histoire naturelle de Londres, au Royaume-Uni.